# Мафиозное государство
Мафио́зное госуда́рство — термин, предназначенный для обозначения модели государственного управления, при которой криминал пронизывает все эшелоны государственной власти вплоть до симбиоза между государственным аппаратом и организованной преступностью.
В качестве примеров мафиозных государств в прессе назывались Италия при Сильвио Берлускони, Россия при Владимире Путине, частично признанное государство Косово, власти которого обвинялись в причастности к торговле героином и человеческими органами, Мексика, Мальта, Болгария, Гвинея-Бисау, Черногория, Мьянма, Украина и Венесуэла.
Во время утечки дипломатических телеграмм США в 2010 году выяснилось, что американские дипломаты во внутренней переписке нелестно отзываются о путинской России, обвиняя чиновников в коррумпированности и связях с мафией. Так, докладывая информацию о правительстве Лужкова, дипломат Джон Байерли сообщает, что «в связи с тем, что некоторые члены российского правительства имеют связи с криминалом, его работа больше похожа на клептократию, чем на работу правительства». В этих же утечках испанский прокурор Гонсалес Хосе Гринда, расследовавший деятельность российской мафии в Испании, называет Россию «фактически мафиозным государством», где «он не может найти разницы между деятельностью официальных и криминальных структур».
В 2011 году Люк Хардинг, в течение долгого времени работавший московским корреспондентом газеты The Guardian, выпустил книгу «Мафиозное государство» (Mafia State), где описывает государственный аппарат России как машину по выкачиванию денег из страны на зарубежные счета выходцев из спецслужб. Он приходит к выводу, что в России «правительство — это и есть мафия» во главе с боссом боссов.

## Россия
Политолог Лесли Холмс отмечает, что возникшее в 1990-х годах в России «крышевание» бизнеса организованной преступностью к середине 2010-х годов сошло на нет, но не исчезло, а было заменено «крышей» со стороны коррумпированных чиновников. Как пишет историк Марк Галеотти, «при Путине уличный гангстеризм уступил место клептократии в государстве». Холмс подытоживает, что связи российских государственных чиновников с организованной преступностью распространены в России более, чем во многих других странах, поэтому характеристика «мафиозное государство» оправдана, однако термин «криминальное государство» является более подходящим, хотя и должен использоваться осторожно, поскольку многие (а возможно и большинство) российские чиновники являются законопослушными гражданами.